# Robert Hoffman
Robert James Hoffman III (ur. 21 września 1980 w Gainesville) – amerykański aktor i tancerz.

## Życiorys
Urodził się w Gainesville na Florydzie jako syn Charlotte i Roberta Hoffmana. Ma jednego młodszego brata Chrisa i dwie młodsze siostry Ashley i Lauren. Mając 7 lat przeniósł się z rodziną do Madison w Alabamie. Uczył się w Bob Jones High School i Alabama School of Fine Arts. 
W 2003 zadebiutował epizodyczną rolą w telewizyjnej serii American Dreams. Zagrał również kilka mało ważnych ról tanecznych w filmach takich jak : Justin i Kelly, Dirty Dancing 2, Trener i Rewanż. Za ten ostatni film dostał nagrodę American Choreographer Award.
Jako tancerz Hoffman pracował z gwiazdami takimi jak: Christina Aguilera, Usher, Mya, Marylin Manson, Ricky Martin i Svetlana. Oprócz tego napisał, wyreżyserował i wystąpił w krótkim skeczu The Urban Ninja, gdzie przebrany w strój czarnego Ninji przemierzał całe miasto i walczył z bandytami. Filmik ten miał być parodią gry Ninja Gaiden. Zagrał również w teledysku Enrique Iglesiasa „Push” (2008) i T-Pain „Church” (2008).
Wygrał show Quintuplets i został obsadzony w dramacie Vanished emitowanym w telewizji FOX. Pierwszą większą rolę w filmie Hoffman dostał w 2006 przy okazji kręcenia filmu Ona to on, gdzie występował u boku Amandy Bynes i Channinga Tatuma.
Występuje w telewizyjnym show Wild n’ Out, który prowadzi Nick Cannon. W 2008 dostał swoją pierwszą pierwszoplanową rolę w filmie Step Up 2, gdzie gra Chase Collinsa, tancerza szkoły Maryland School of The Arts.
Wystąpi także w filmie They Came From Upstairs, oraz Aliens in the Attic.

## Filmografia
- 2003: Gigli jako Tancerz na plaży
- 2003: Justin i Kelly (From Justin to Kelly) jako tancerz
- 2003: American Dreams jako Brian Wilson (sezon 1, odcinek 19: Where the Boys Are)
- 2004: Dirty Dancing 2 (Dirty Dancing: Havana Nights) jako Tancerz
- 2004: Pięcioraczki (Quintuplets) jako Matt
- 2004: Rewanż (You Got Served) jako Max
- 2004: You Got Served, Take It to the Streets jako on sam
- 2005: Zgadnij kto (Guess Who) jako Tancerz
- 2005: Trener (Coach Carter) jako Tancerz
- 2005: I? jako starszy David
- 2005: Nick Cannon Presents: Wild 'N Out jako on sam
- 2006: Ona to on (She's the Man) jako Justin
- 2006: Zaginiona (Vanished) jako Adam
- 2006: Zostań top modelką jako on sam (sezon 6, odcinek 6: The Girl with Two Bad Takes)
- 2009: Obcy na poddaszu (They Came from Upstairs) (2009)
- 2008: Kids in America jako Tyler
- 2008: Say Hello to Stan Talmadge jako Bart
- 2008: Step Up 2 (Step up 2 the streets) jako Chase Collins
- 2012: 90210 jako Caleb Walsh